# Iddelsfelder Mühle

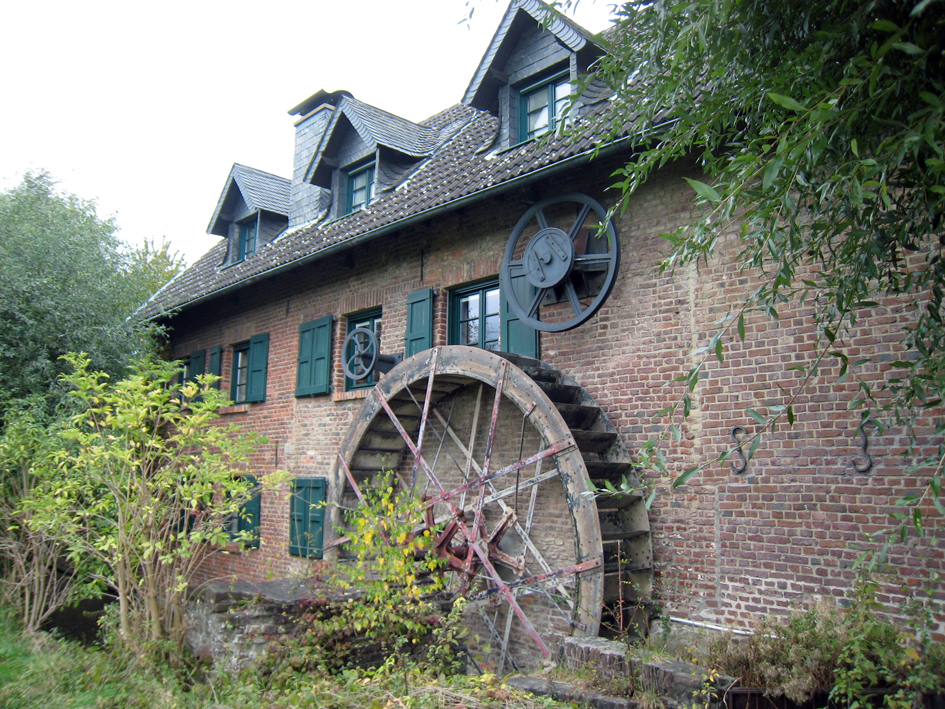
Die Iddelsfelder Mühle 2012

Die Iddelsfelder Mühle ist eine ehemalige Wassermühle in Köln-Holweide an der Strunde.

## Geschichte
Zur eigentlichen Geschichte der Mühle gibt es bisher nur geringe Hinweise. Erwähnt wird lediglich das Gut Iddelsfeld seit 1222. Sodann heißt es, dass Heinrich Bützler die Ämter als Bach- und Waldschutheiß innehatte, die 1744 an seinen Sohn Jakob Bützler übertragen wurden. Es habe sich um eine Vollmühle, Tuchwalkmühle und Getreidemühle gehandelt, die auch als Antrieb für eine Dreschmaschine Verwendung gefunden habe.

## Baudenkmal
Die Mühle wurde unter Nummer 1083 in das Denkmälerverzeichnis der Stadt Köln eingetragen.

## Galerie

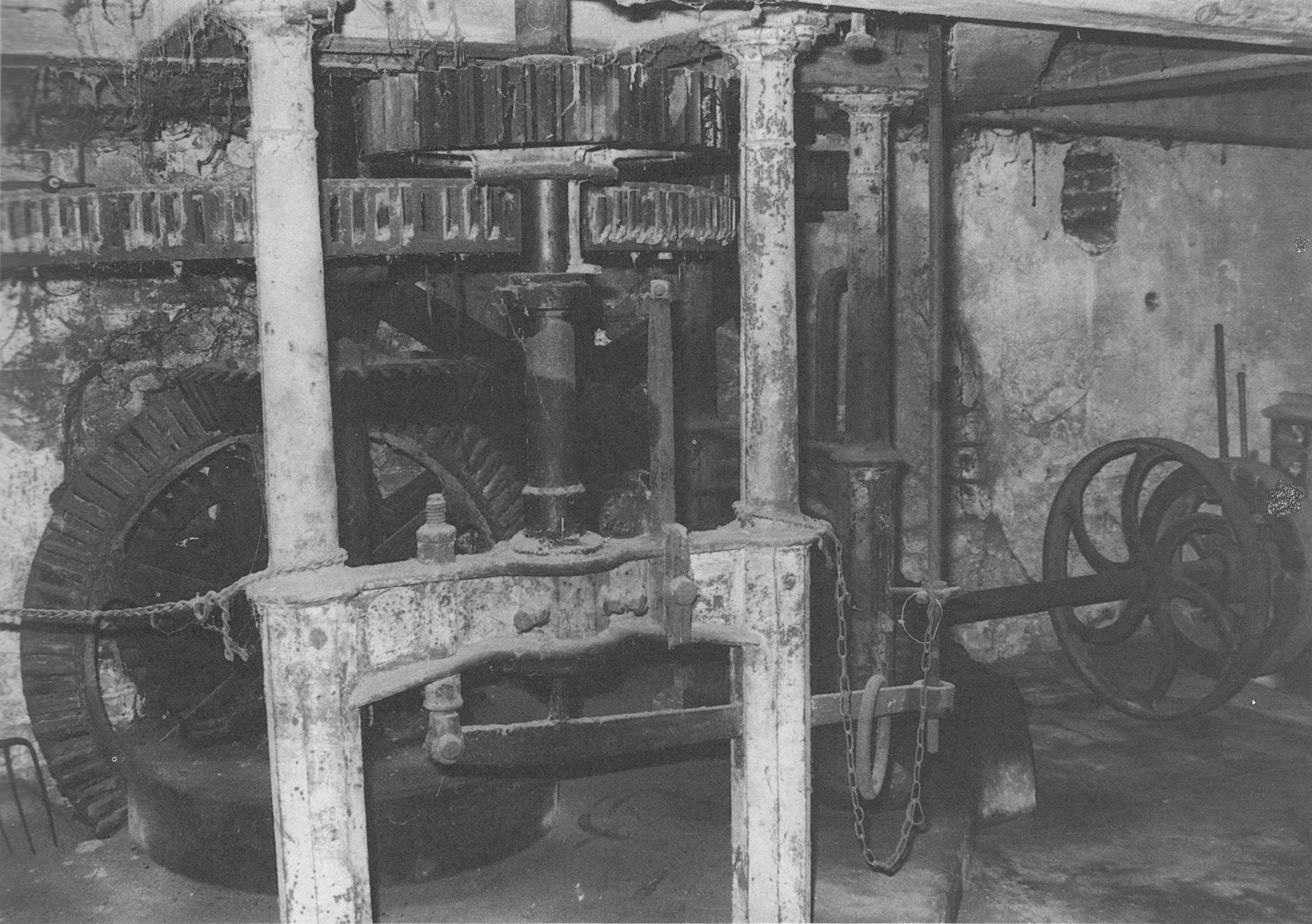
Getriebe um 1980
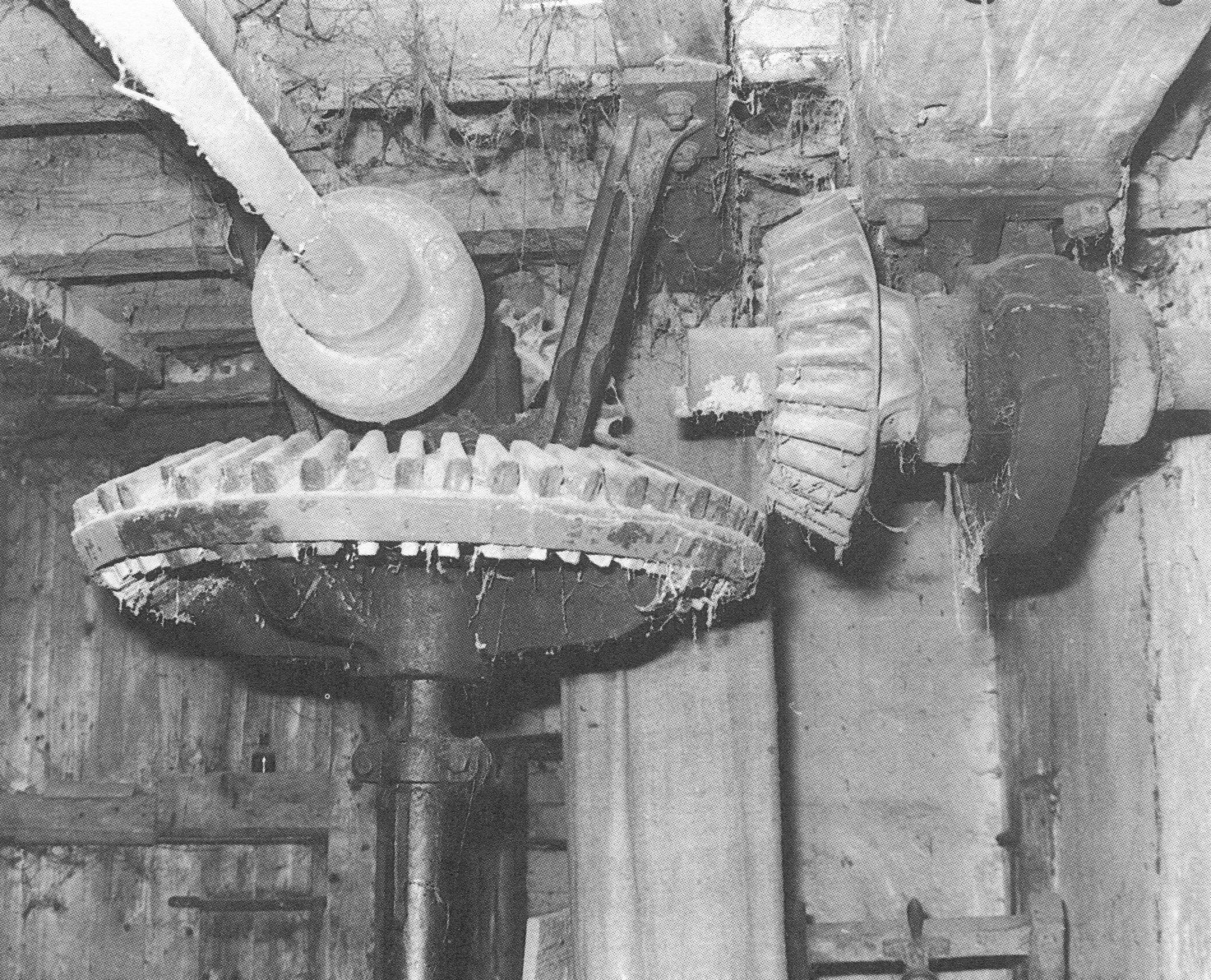
Teil des Getriebes